# BMW 321
BMW 321 — компактный шестицилиндровый автомобиль, выпускавшийся фирмой BMW в период с 1938 по 1941 год. После 1945 года производство модели 321 возобновилось на заводе в Айзенахе и продолжалось до 1950 года.

## Запуск производства
Модель 321 была представлена в начале 1939 года как преемник BMW 320. Она базировалась на укороченной версии шасси BMW 326. В то время как в модели 320 использовалась передняя подвеска, заимствованная у BMW 303, с высоко расположенной поперечной листовой рессорой и нижними рычагами подвески, в модели 321 использовалась передняя подвеска от модели 326 с верхними рычагами подвески и низко расположенной поперечной листовой рессорой.

## Варианты кузова
Автомобиль был доступен как в виде двухдверного седана, так и в виде двухдверного кабриолета.

## Двигатель и трансмиссия
Автомобиль имеет рядный 6-и цилиндровый двигатель M78 (1971), который был основан на двигателе BMW 326 с заявленной мощностью 45 л. с. (33,097 КВт) и максимальной скоростью 115 км/ч. В данном автомобиле стояла четырёхступенчатая механическая коробка передач была такой же, как и на BMW 326.

## Остановка производства
Через два года после появления модели 321, в 1941 году, производство автомобилей на заводе в Айзенахе было приостановлено в пользу военного производства. К тому времени было построено уже 3 814 экземпляра.

## Возобновление производства после Второй мировой войны

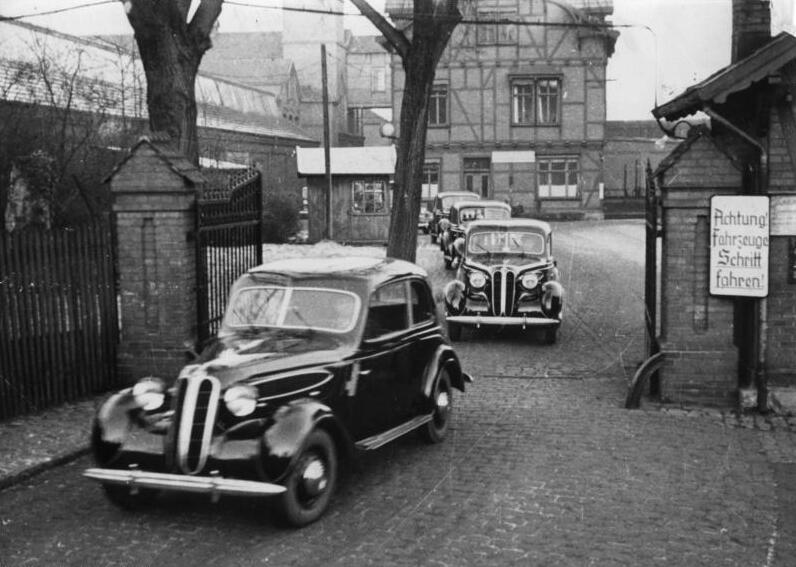
В 1948 году первая партия послевоенных BMW 321, предназначенных для гражданского использования, была сфотографирована покидающей завод в Айзенахе. Партия состояла всего из пятнадцати машин.

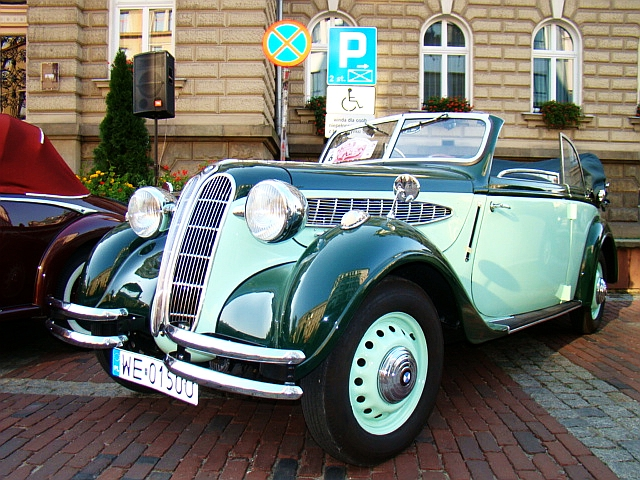
BMW 321 кабриолет

В 1945 году Айзенах был оккупирован американскими войсками, но между союзниками уже было подписано Потсдамское соглашение в котором было прописано, что вся территория Тюрингии попадёт в советскую оккупационную зону. Передача региона Советскому союзу произошла в июле 1945 года. Предполагалось, что производственное предприятие BMW будет собрано и доставлено по железной дороге в Советский Союз в рамках существенного пакета послевоенных репараций. Тем временем выжившие рабочие, вернувшиеся с войны, возобновили производство автомобилей, в очень небольших масштабах, используя довоенные разработки. Альберт Зайдлер, ответственный за производство мотоциклов в Айзенахе, продемонстрировал модель 321 маршалу Жукову и получил от него заказ на пять новых автомобилей. Русские были явно впечатлены, и завод перешел под контроль «Sowjetische AG Maschinenbau Awtowelo», управляемый Советским Союзом. Предполагается, что еще 8 996 BMW 321 были построены в период с 1945 по 1950 год. Большинство из них, судя по всему, осталось к востоку от «железного занавеса», многие были вывезены в Советский Союз в рамках пакета репараций после Второй мировой войны. Существуют также доказательства экспорта на запад: автомобиль рекламировался в Швейцарии в 1949 году по розничной цене 10 300 швейцарских франков.